# Paul Gatenholm
Paul Gatenholm, född 25 augusti 1956, är en svensk biokemist.
Paul Gatenholm studerade organisk kemi på Stockholms universitet och disputerade i polymerkemi på Chalmers tekniska högskola i Göteborg. Han har varit biträdande professor på Center for Bioengineering vid University of Washington i Seattle, varit gästprofessor på Naval Research Laboratory i Washington D.C. och gästprofessor på Georgia Institute of Technology i Atlanta i Georgia i USA. Han var professor i "Bioprocessing and Biomaterials" på Virginia Polytechnic Institute and State University i Blacksburg i Virginia 2007–2009.
Han är biopolymerteknologi på Chalmers tekniska högskola och också knuten till Virginia Polytechnic Institute and State University samt till Wake Forest University i Winston-Salem i North Carolina i USA. Han var professor i "Bioprocessing and Biomaterials" vid Virginia Tech, Department of Materials Science and Engineering mellan augusti 2007 och april 2009.
Paul Gatenholm är gift med Maria Gatenholm. Paret har sonen Erik Gatenholm, som är medgrundare av det 2016 bildade biobläckföretaget Bico Group, tidigare Cellink, som är baserat på faderns forskning.